# Referenz (Sprache)
Referenz (von lateinisch referre „zurücktragen“) ist in der Sprachphilosophie und der Semantik ein mehrdeutiger Ausdruck (wobei die verschiedenen Bedeutungen in enger Beziehung zueinander stehen):
- Hauptbedeutung: die Beziehung eines sprachlichen Ausdrucks (z. B. eines Zeichens) zu dem von dem Ausdruck Bezeichneten.

Stattdessen spricht man auch von (Gegenstands-)Bezug oder Gegenstandsbeziehung,
- Daneben steht Referenz auch für die Handlung (den „Akt“, den Sprechakt) der Bezugnahme (des Referierens) auf etwas.[1]
- Mitunter (jedoch nicht in der Sprachwissenschaft) wird Referenz auch mit dem in Bezug Genommenen gleichgesetzt und ist dann gleichbedeutend mit Extension.[2]

Das Individuum, auf das referiert wird, wird als der Referent (eines Ausdrucks) bezeichnet.
Das Verhältnis des Begriffs der Referenz zum vieldeutigen Begriff der Denotation hängt von der jeweils verwendeten Definition des Begriffs Denotation ab.

## Referenzmittel
Der Begriff des Referenzmittels thematisiert das Wie der konkreten Referenz. Sprachwissenschaftlich wird dies unter dem Begriff der Deixis (Hinweisung) erörtert.

## Referenzobjekte
Referenzobjekt kann alles („etwas“) sein: sinnliche wahrnehmbare Gegenstände, Vorstellungen, Zahlen etc. Referenzobjekt kann auch Sprachliches sein, was linguistisch in der Diskursdeixis untersucht wird. Zum Beispiel bezieht sich der Ausdruck „Referenzobjekt“ in diesem Satz auf den Ausdruck „Referenzobjekt“ im vorherigen, der wiederum auf das erste Wort in diesem Absatz Bezug nimmt.
Als Gegenstandsbeziehung (im weitesten Sinn) wird die Referenz in drei Hinsichten thematisiert:
- die Referenz bei singulären Termen (Eigennamen, Kennzeichnungen);
- die Referenz bei generellen Termen (Prädikatoren);
- die Referenz von (Aussage-)Sätzen.

In einem engeren Sinn spricht man nur bei singulären Termen von Referenz.

### Die Referenz bei singulären Termen
Die Referenz singulärer Terme (Eigennamen, Kennzeichnungen) sind einzelne Gegenstände.
Beispiele: 
- Der Ortsname „Hamburg“ bezeichnet die ‚Stadt Hamburg‘.
- Die Kennzeichnung „die kleinste natürliche positive Zahl größer als 0“ bezeichnet die ‚1‘.

Singuläre Terme können, müssen sich aber nicht auf existierende Gegenstände beziehen.
Beispiele:
- Der Eigenname „Sherlock Holmes“ bezeichnet keine reale, sondern nur eine fiktive Person.
- Die Kennzeichnung „der gegenwärtige Kaiser von Deutschland“ bezeichnet niemanden.

### Die Referenz bei generellen Termen (Prädikat(or)en)
Nach vorherrschender Auffassung sind Bezugsobjekte genereller Termini die Mengen der jeweils unter sie fallenden Gegenstände, d. h. die Menge der Gegenstände, auf die ein genereller Term (Prädikator) zutrifft. Diese Menge wird gelegentlich auch als Extension bezeichnet.
- Beispiel: Der Prädikator „schwarz“ referiert auf die Menge der schwarzen Gegenstände (im jeweiligen Redebereich).

Bei zweistelligen prädikativen Ausdrücken (Relationsprädikaten) referiert der generelle Term nicht auf einzelne Gegenstände, sondern auf geordnete Paare von Gegenständen (Tupel).
- Beispiel: Der Ausdruck „(ist) reicher als“ bezieht sich auf die Menge aller geordneten Paare <y, z> (hier: Personen o. Ä.) mit der Eigenschaft, dass y reicher ist als z.

Allgemein gesprochen bezeichnet ein n-stelliger prädikativer Ausdruck eine Menge geordneter n-Tupel.

### Die Referenz bei einem Aussagesatz
Ein Aussagesatz (hier: Satz) bezieht sich nicht auf Gegenstände (im engeren Sinn) und auch nicht auf n-Tupel.
Ob und worauf sich ein Satz bezieht, ist umstritten.
Nach Gottlob Frege bezieht sich ein Satz auf einen Wahrheitswert, d. h. auf das Wahre oder auf das Falsche. Allerdings bezeichnen nach Freges Ansicht nicht alle Sätze einen Wahrheitswert. Etwa der Satz „Odysseus ist König von Ithaka“ ist seiner Ansicht nach wahrheitswertlos (d. h. weder wahr noch falsch), da es Odysseus nicht gibt und nicht gab. Allerdings spricht Frege nicht von Referenz oder Bezugnahme, sondern von „Bedeutung“. Man beachte, dass sein Gebrauch des Wortes Bedeutung allerdings heute unüblich ist.
Nach Wittgenstein (im Tractatus logico-philosophicus) bezieht sich ein Satz auf einen Sachverhalt, der – wenn der Satz wahr ist – eine Tatsache ist.